# Mirza zaza
Mirza zaza là một loài vượn cáo được Kappeler và đồng nghiệp từ trung tâm động vật linh trưởng của Đức và Đại học Göttingen phát hiện là một loài vào năm 2005. Trước đây, cả hai quần thể Mirza được cho là cùng một loài. Mirza zaza là loài vượn cáo nhỏ, sống về đêm, và là loài đặc hữu của Madagascar. Chúng nặng khoảng 300 gam (11 oz), và có đuôi xù dài và đôi tai tương đối nhỏ. Tinh hoàn lớn của con đực là một dấu hiệu cho thấy hệ thống giao phối bừa bãi của loài này.